# Cheng Yuanzhi
Cheng Yuanzhi (?-184) fut un officier des Turbans jaunes dans la Chine du IIIe siècle. 
À la tête d'une armée de rebelles, il attaque la Province de You. Il affronte l'unité de volontaires de Liu Bei à Da Xing Shan Lu où il se bat en duel avec Guan Yu, pour qui c'est la première bataille, et, en un seul coup, tue ce dernier.